# Gunnar Rengman
Axel Gunnar Rengman, född 29 juli 1883 i Vänersborg, död 3 juli 1968 i Stockholm, var en svensk kemist och ämbetsman.
Gunnar Rengman var son till grosshandlaren Axel Enoch Rengman. Efter mogenhetsexamen i Stockholm 1902 var han extraordinarie kammarskrivare vid Tullverket 1902–1909. 1907–1910 studerade han kemi vid Stockholms högskola och företog 1910 en studieresa till preussiska tullverkets huvudlaboratorium i Berlin. Han var kammarskrivare vid Packhusinspektionen i Stockholm 1910–1919, kontrollör 1919–1922 och byråinspektör vid Generaltullstyrelsens tullbehandlingsbyrå 1923–1944. 1944 utnämndes han till byrådirektör. Rengman grundade 1912 Packhusinspektionens laboratorium (från 1923 Tullverkets huvudlaboratorium) och blev samtidigt dess föreståndare. Han var lärare i kemi vid Tullverkets undervisningsanstalt från 1912 och var lärare i varukännedom vid Sjökrigsskolan 1932–1947. Under Rengmans ledning utvidgades Tullverkets huvudlaboratorium betydligt och blev ett av Sveriges modernaste laboratorier för varuanalys. Från att från början endast varit avsett att omhänderta undersökningar och klassificeringar av importvaror började man göra analyser för andra statliga verk, bland annat alla undersökningar för Kontrollstyrelsen. Rengman var från 1941 ordförande i Kemistsamfundets analytiska sektion.